# Rosnay (Marne)
Rosnay é uma comuna francesa na região administrativa do Grande Leste, no departamento de Marne. Estende-se por uma área de 5.54 km², e possui 360 habitantes, segundo o censo de 2018, com uma densidade de 65 hab/km².